# Codice Libro
Il Codice Libro (abbreviato come CL) è un codice identificativo di libri posti in vendita, finalizzato alla distribuzione commerciale meccanizzata. Questa codificazione libraria era diffusa in Italia soprattutto nei passati anni '70 e '80, indicandola in genere nella quarta pagina di copertina (o nel colophon).
Il codice era caratterizzato dalle lettere maiuscole o maiuscolette CL (appunto Codice Libro) e da una sequenza numerica di 5-6-7-8 cifre divise da trattini; nel meccanismo di codificazione - con le versioni più evolute - vi era un gruppo di cifre che indicava l'editore, un gruppo di cifre che indicava il titolo, e un carattere finale di controllo che derivava con un algoritmo dalle cifre precedenti.
Questo concetto di classificazione libraria è in parte analogo a quello universalmente adottato dal codice internazionale ISBN, poi ovunque affermatosi. Il codice CL non era necessariamente alternativo al codice ISBN, perché esistono numerosi libri che riportano entrambi i codici, ISBN e CL, anche se con cifrature del tutto differenti.
Il codice CL, adottato da molti editori italiani, era gestito soprattutto dall'importante agenzia editoriale Messaggerie Libri.